# Großsteingrab Hegebusch
Das Großsteingrab Hegebusch ist eine megalithische Grabanlage der jungsteinzeitlichen Trichterbecherkultur bei Gnarrenburg im Landkreis Rotenburg (Wümme), Niedersachsen.

## Lage
Das Grab liegt nordwestlich von Gnarrenburg und westlich des Ortsteils Brillit im Waldstück Hegebusch dicht an der Gemeindegrenze zu Basdahl. Etwa 2,9 km südöstlich befindet sich das Großsteingrab Gnarrenburg. Nordöstlich befanden sich die im 19. Jahrhundert zerstörten Großsteingräber bei Basdahl.

## Beschreibung
Über Maße und Ausrichtung der Anlage liegen keine Informationen vor. Erkennbar sind mindestens vier in einer Reihe liegende, teils tief in der Erde steckende Steine, vermutlich Decksteine. Der Grabtyp lässt sich nicht sicher bestimmen.